# Of the real
「of the real」（オブ・ザ・リアル）は、アメリカ合衆国の日本人ロックバンド、THE RiCECOOKERSのシングル。2013年5月1日にAnchor Recordsから発売。

## 概要
前作「Paradise」以来の約1年ぶりのシングル。
「of the real」のミュージック・ビデオの監督は、お笑いコンビ、キングコングの西野亮廣が手がけた。これは、ニューヨークで西野自らが制作した絵本の原画展にTHE RiCECOOKERSのメンバーが足を運び、ミュージック・ビデオの製作を依頼したところを快諾したという経緯がある。

## 収録曲
1. of the real [4:29]
作詞・作曲：廣石友海
2. Sweet Canaan [3:49]
作詞・作曲：藤井恒太
3. ロックンロールを永遠に [4:20]
作詞・作曲：藤井恒太

全編曲：THE RiCECOOKERS